# Triatlon klub TNT

Triatlon klub TNT, je triatlon klub iz Zadra. TNT je osnovan 15. studenog 2015. godine u Zadru, a na osnivačkoj skupštini je bilo 15 osnivača. Za prvog predsjednika je izabran Siniša Pezelj. 
11.ožujka 2016. na redovnoj skupštini Saveza, klub je primljen u članstvo Hrvatskog triatlon saveza.
Klub organizira treninge plivanja, biciklizma i trčanja u 8 termina tjedno. Klub trenutno broji 70-ak članova koji slobodno biraju disciplinu po svom afinitetu ili kombinaciju više disciplina. 

TNT ima dvoje licenciranih triatlon trenera, četvero licenciranih sudaca.

## Broj licenciranih natjecatelja po godinama
| Godina | Licencirani natjecatelji |
| ------ | ------------------------ |
| 2016   | 15                       |
| 2017   | 29                       |
| 2018   | 26                       |

## Organizacija utrka

### Akvatlon Zadar 2017
23. srpnja na zadarskoj rivi Triatlon klub TNT je organizirao Prvenstvo Hrvatske u sprint akvatlonu na kojem se okupilo ukupno 132 natjecateljica i natjecatelja iz cijele Hrvatske i s nekoliko gostiju iz Poljske i Švedske.

### Akvatlon kup
Kroz ljeto 2017. u suradnji s Klubom daljinskog plivanja Donat u sklopu Zadar Open Water lige (ZOWL) organiziran je Akvatlon kup.

3. lipnja 2018. startala je druga sezona Akvatlon kupa.

### Akvatlon Tkon 2018
23. lipnja 2018. u Tkonu na otoku Pašmanu klub je organizirao Akvatlon Tkon 2018  Arhivirana inačica izvorne stranice od 8. kolovoza 2018. (Wayback Machine), utrku u standardnom akvatlonu koja se bodovala za Multisport kup HTS-a.
- TK TNT s volonterima u Tkonu
- Detalj s utrke Tkon 2018

## Značajniji uspjesi na utrkama
Članovi TK TNT imaju iza sebe uspješne nastupe na brojnim triatlon, duatlon i akvatlon natjecanjima, kao i na atletskim, biciklističkim i plivačkim utrkama, te u svojim redovima imaju državne prvake i viceprvake u raznim disciplinama i kategorijama. 

### Pojedinačna prvenstva Hrvatske
| Natjecatelj       | Godina | Utrka                     | Mjesto         | Rezultat                 |
| ----------------- | ------ | ------------------------- | -------------- | ------------------------ |
| Emilijo Krstić    | 2016   | PH srednje dugi triatlon  | Petrčane       | 3. mjesto M50            |
| Emilijo Krstić    | 2016   | PH olimpijski triatlon    | Split          | 1. mjesto M50            |
| Siniša Pezelj     | 2016   | PH sprint akvatlon        | Zagreb         | 1. mjesto M45            |
| Tanja Jakovljević | 2016   | PH klasični kros triatlon | Vrana          | 2. mjesto apsolutno žene |
| Daniel Filić      | 2016   | PH sprint triatlon        | Vir            | 3. mjesto M25            |
| Siniša Pezelj     | 2016   | PH sprint triatlon        | Vir            | 1. mjesto M45            |
| Emilijo Krstić    | 2016   | PH sprint triatlon        | Vir            | 1. mjesto M50            |
| Daniel Filić      | 2017   | PH srednje dugi triatlon  | Petrčane       | 1. mjesto M25            |
| Klaudio Kotlar    | 2017   | PH srednje dugi triatlon  | Petrčane       | 2. mjesto M25            |
| Duje Šalaj        | 2017   | PH srednje dugi triatlon  | Petrčane       | 3. mjesto M25            |
| Tomislav Travica  | 2017   | PH srednje dugi triatlon  | Petrčane       | 3. mjesto M45            |
| Mirjana Luštica   | 2017   | PH srednje dugi triatlon  | Petrčane       | 2. mjesto Ž45            |
| Daniel Filić      | 2017   | PH olimpijski triatlon    | Zagreb         | 1. mjesto M25            |
| Emilijo Krstić    | 2017   | PH olimpijski triatlon    | Zagreb         | 1. mjesto M50            |
| Daniel Filić      | 2017   | PH sprint triatlon        | Gornja Stubica | 2. mjesto M25            |
| Mina Mikec        | 2017   | PH sprint triatlon        | Gornja Stubica | 1. mjesto Ž50            |
| Eugen Mujagić     | 2017   | PH sprint akvatlon        | Zadar          | 2. mjesto M25            |
| Duje Šalaj        | 2017   | PH sprint akvatlon        | Zadar          | 3. mjesto M25            |
| Ivan Baraka       | 2017   | PH sprint akvatlon        | Zadar          | 3. mjesto M40            |
| Slavko Kulaš      | 2017   | PH sprint akvatlon        | Zadar          | 1. mjesto M65            |
| Luka Jakovljević  | 2017   | PH sprint akvatlon        | Zadar          | 2. mjesto M65            |
| Elizabeta Mikolić | 2017   | PH sprint akvatlon        | Zadar          | 1. mjesto Ž35            |
| Mirjana Luštica   | 2017   | PH sprint akvatlon        | Zadar          | 2. mjesto Ž45            |
| Mina Mikec        | 2017   | PH sprint akvatlon        | Zadar          | 1. mjesto Ž50            |
| Daniel Filić      | 2018   | PH srednje dugi triatlon  | Petrčane       | 2. mjesto M30            |
| Mina Mikec        | 2018   | PH srednje dugi triatlon  | Petrčane       | 1. mjesto Ž50            |
| Luka Čirjak       | 2018   | PH sprint triatlon        | Preluk         | 3. mjesto M35            |
| Josip Bugarija    | 2018   | PH olimpijski triatlon    | Split          | 3. mjesto M25            |
| Daniel Filić      | 2018   | PH olimpijski triatlon    | Split          | 2. mjesto M30            |
| Iva Perinić       | 2018   | PH olimpijski triatlon    | Split          | 3. mjesto Ž30            |

### Ekipna prvenstva Hrvatske
| Natjecatelj | Godina | Utrka                     | Mjesto   | Rezultat                  |
| ----------- | ------ | ------------------------- | -------- | ------------------------- |
| TK TNT      | 2018   | EPH srednje dugi triatlon | Petrčane | 3. mjesto ekipno žene     |
| TK TNT      | 2018   | EPH srednje dugi triatlon | Petrčane | 3. mjesto ekipno muškarci |
| TK TNT      | 2018   | EPH olimpijski triatlon   | Split    | 3. mjesto ekipno žene     |

### Kup Hrvatske
| Natjecatelj   | Godina | Rezultat                 |
| ------------- | ------ | ------------------------ |
| Iva Perinić   | 2017   | 2. mjesto apsolutno žene |
| Daniel Filić  | 2017   | 2. mjesto M25            |
| Branko Čerina | 2017   | 3. mjesto M40            |

### Ostale utrke
23. rujna 2017. na Ironman Emilia Romagna  Arhivirana inačica izvorne stranice od 29. svibnja 2018. (Wayback Machine) svoj prvi Ironman s vremenom 10:52:28 je odradio Daniel Filić, te je trenutno jedini klupski Ironman.

24. lipnja 2018. na Ironman France  Arhivirana inačica izvorne stranice od 29. lipnja 2018. (Wayback Machine) Daniel je popravio svoje vrijeme na 10:29:33
22. rujna 2018. na Ironman Emilia Romagna  Arhivirana inačica izvorne stranice od 2. listopada 2018. (Wayback Machine) Daniel je dodatno popravio svoje vrijeme na 10:08:14
22. rujna 2018. na Ironman Emilia Romagna  Arhivirana inačica izvorne stranice od 2. listopada 2018. (Wayback Machine) svoju prvu Ironman utrku je završila Iva Perinić s vremenom od 12:28:54. Iva je ujedno prva Zadranka koja je završila jednu od utrka iz Ironman serije.

## Vanjske poveznice
Triatlon klub TNT  Arhivirana inačica izvorne stranice od 29. svibnja 2018. (Wayback Machine)

Klub daljinskog plivanja Donat

Ironman Emilia Romagna  Arhivirana inačica izvorne stranice od 29. svibnja 2018. (Wayback Machine)

Hrvatski triatlon savez

Grabar sport